# Vladislav Fedosov
Vladislav Fedosov (tiếng Belarus: Уладзіслаў Фядосаў; tiếng Nga: Владислав Федосов; sinh 5 tháng 5 năm 1998) là một cầu thủ bóng đá Belarus. Tính đến năm 2017, anh thi đấu cho Dnepr Mogilev.